# Liste der denkmalgeschützten Objekte in Brezová pod Bradlom
Die Liste der denkmalgeschützten Objekte in Brezová pod Bradlom enthält die 14 nach slowakischen Denkmalschutzvorschriften geschützten Objekte in der Gemeinde Brezová pod Bradlom im Okres Myjava.

## Denkmäler
| Foto |                 | Denkmal / č. ÚZPF                                                | Standort / Konskr. Nr.                                              | Offizielle Beschreibung                  | Beschreibung                                                         | Metadaten                                                            |
| ---- | --------------- | ---------------------------------------------------------------- | ------------------------------------------------------------------- | ---------------------------------------- | -------------------------------------------------------------------- | -------------------------------------------------------------------- |
|      | Datei hochladen | Denkmal(sk) ObjektID: 302-576/0                                  | KG: Brezová pod Bradlom Konskr.Nr.:                                 | padlí v I.+II.sv.v.                      | für die Gefallenen der WK I+II                                       | č. NKP: 302-576/0 Stand des NKP: 2012-02-28 Name: POMNÍK             |
|      | Datei hochladen | Grab mit Grabstein(sk) ObjektID: 303-587/0                       | KG: Brezová pod Bradlom Konskr.Nr.:                                 | Jurkovič Samuel;1796-1873,ľud.vých.prac. | des Samuel Jurkovič, Pädagoge, Volkskulturarbeiter                   | č. NKP: 303-587/0 Stand des NKP: 2012-02-28 Name: HROB S NÁHROBNÍKOM |
| ja   | Datei hochladen | Gedenkstätte(sk) Grabmal von M. R. Štefánik ObjektID: 303-2075/0 | Standort KG: Brezová pod Bradlom Konskr.Nr.:                        | Štefánik M.R.;Štefánikova mohyla         | Grab des Milan Rastislav Štefánik, Soldat, Politiker, Hügel Štefánik | č. NKP: 303-2075/0 Stand des NKP: 2012-02-28 Name: PAMÄTNÍK          |
| ja   | Datei hochladen | Kirche(sk) ObjektID: 303-590/1                                   | Bradlianska ul. 2 Standort KG: Brezová pod Bradlom Konskr.Nr.: 511  | r.k.sv.Trojice                           | römisch-katholische Dreifaltigkeitskirche                            | č. NKP: 303-590/1 Stand des NKP: 2012-02-28 Name: KOSTOL             |
| ja   | Datei hochladen | Befestigung der Kirche(sk) ObjektID: 303-590/2                   | Bradlianska ul. 2 Standort KG: Brezová pod Bradlom Konskr.Nr.: 511  |                                          |                                                                      | č. NKP: 303-590/2 Stand des NKP: 2012-02-28 Name: OPEVNENIE KOSTOLA  |
| ja   | Datei hochladen | Denkmal(sk) ObjektID: 303-579/0                                  | Hurbanova ul. 0 Standort KG: Brezová pod Bradlom Konskr.Nr.:        | Hus Ján;1371-1415,reformátor             | Jan Hus Reformator                                                   | č. NKP: 303-579/0 Stand des NKP: 2012-02-28 Name: POMNÍK             |
| ja   | Datei hochladen | Denkmal(sk) ObjektID: 303-580/0                                  | Hurbanova ul. 0 Standort KG: Brezová pod Bradlom Konskr.Nr.:        | Hurban J.M.;1817-1888                    | von Jozef Miloslav Hurban                                            | č. NKP: 303-580/0 Stand des NKP: 2012-02-28 Name: POMNÍK             |
| BW   | Datei hochladen | Handwerkerhaus(sk) ObjektID: 303-589/0                           | Hurbanova ul. 28 Standort KG: Brezová pod Bradlom Konskr.Nr.: 28    | tehla pálená                             | aus gebrannten Ziegeln                                               | č. NKP: 303-589/0 Stand des NKP: 2012-02-28 Name: DOM REMESELNÍCKY   |
|      | Datei hochladen | Gedenktafel(sk) ObjektID: 303-586/0                              | Husa J. ul. 53 KG: Brezová pod Bradlom Konskr.Nr.:                  | Jurkovič Samuel;1796-1873,ľud.vých.prac. | für Samuel Jurkovič, Pädagoge, Volkskulturarbeiter                   | č. NKP: 303-586/0 Stand des NKP: 2012-02-28 Name: TABUĽA PAMÄTNÁ     |
| BW   | Datei hochladen | Kirche(sk) ObjektID: 303-581/1                                   | Piešťanská ul. 15 Standort KG: Brezová pod Bradlom Konskr.Nr.: 6    | ev.a.v.                                  | evangelische Kirche                                                  | č. NKP: 303-581/1 Stand des NKP: 2012-02-28 Name: KOSTOL             |
| BW   | Datei hochladen | Gedenkpfarrhof(sk) ObjektID: 303-581/2                           | Piešťanská ul. 16 Standort KG: Brezová pod Bradlom Konskr.Nr.: 4    | Leška J.;1831-1909,náb.spis.             | für Ján Pravoslav Leška, Schriftsteller, evangelischer Pfarrer       | č. NKP: 303-581/2 Stand des NKP: 2012-02-28 Name: FARA PAMÄTNÁ       |
| BW   | Datei hochladen | Gedenktafel(sk) ObjektID: 303-581/3                              | Piešťanská ul. 16 Standort KG: Brezová pod Bradlom Konskr.Nr.: 4    | Leška J.;1831-1909,náb.spis.             | für Ján Pravoslav Leška                                              | č. NKP: 303-581/3 Stand des NKP: 2012-02-28 Name: TABUĽA PAMÄTNÁ     |
| BW   | Datei hochladen | Gedenkhaus(sk) ObjektID: 303-583/1                               | Štefánikovo nám. 6 Standort KG: Brezová pod Bradlom Konskr.Nr.: 338 | hurbanovci;Dom hurbanovcov               | für Hurban, Haus Hurban                                              | č. NKP: 303-583/1 Stand des NKP: 2012-02-28 Name: DOM PAMÄTNÝ        |
| BW   | Datei hochladen | Gedenktafel(sk) ObjektID: 303-583/2                              | Štefánikovo nám. 6 Standort KG: Brezová pod Bradlom Konskr.Nr.: 338 | hurbanovci                               |                                                                      | č. NKP: 303-583/2 Stand des NKP: 2012-02-28 Name: TABUĽA PAMÄTNÁ     |

## Legende
Die Tabelle enthält im Einzelnen folgende Informationen:
| Foto:                    | Fotografie des Denkmals. |
| Denkmal / č. ÚZPF:       | Die Übersetzung der Bezeichnung des Denkmals, wie sie vom Slowakischen Denkmalamt (Pamiatkový úrad Slovenskej republiky) verwendet wird. Die Originalbezeichnung ist unter dem Fragezeichen angegeben. Fehlt die Übersetzung, so wird die Originalbezeichnung direkt angezeigt. Weiters ist die Objekt-Identifikationsnummer (Objekt ID) angeführt. Sie ist die offizielle, in der Slowakei eindeutige Nummer č. ÚZPF inklusive der zugehörigen Zählnummer, wie sie in den Daten des Denkmalamtes angegeben wird. Da diese nur innerhalb eines Landkreises gezählt wird, ist dessen Nummer der Denkmalnummer vorangestellt. |
| Standort:                | Wenn in der Liste vorhanden, ist die Adresse angegeben. In Klammern kann sich noch eine zusätzliche Adresse befinden, wenn es beispielsweise ein Eckhaus ist. Bei freistehenden Objekten ohne Adresse (zum Beispiel bei Bildstöcken) ist eine Adresse angegeben, die in der Nähe des Objekts liegt. Durch Aufruf des Links Standort wird die Lage des Denkmals in verschiedenen Kartenprojekten angezeigt. Darunter sind die Katastralgemeinde (KG) und, wenn vorhanden, die Konskriptionsnummer (Konskr. Nr.) angegeben.                                                                                                   |
| Offizielle Beschreibung: | Es ist die Kurzbeschreibung auf Slowakisch, wie sie in den offiziellen Listen angegeben ist, eingetragen. |
| Beschreibung:            | Kurze Angaben zum Denkmal auf Deutsch. |
| Metadaten:               | Zusätzlich werden, wenn in den persönlichen Einstellungen das Helferlein Dauerhaftes Einblenden von Metadaten aktiviert ist, ebensolche angezeigt. |

- Karte mit allen Koordinaten:
- OSM |
- WikiMap